# Митрович, Вукица
Вукица «Шуня» Митрович (сербохорв. Вукица "Шуња" Митровић / Vukica "Šunja" Mitrović; 28 декабря 1911, Свети-Стефан — 17 декабря 1941, Яинцы) — югославская партизанка, Народный герой Югославии.

## Биография

### Ранние годы
Родилась 28 декабря 1912 в Свети-Стефане. Училась в школах Свети-Стефана и Котора, окончила два курса педагогического училища в Цетине. В 1932 году оставила учёбу по причине слабого здоровья и переезда родителей в Белград. Работала сначала машинисткой, а затем рабочей на текстильной фабрике в Белграде.

### Довоенная работа в КПЮ
В октябре 1933 года Вукица вступила в Коммунистическую партию Югославии, уже сотрудничая до этого с рабочими объединениями на текстильной фабрике. Была одним из редакторов газеты «Коммунист», распространяла газету вместе с Благое Паровичем и Драгутином Чоличем. 14 апреля 1935 была арестована полицией и отправлена в главную тюрьму Белграда, где подвергалась побоям. Вскоре Вукицу отпустили из-за отсутствия доказательств её антигосударственной деятельности, и после освобождения она заняла должность в техническом комитете Белградского горкома КПЮ. От коллег получила прозвище «Шуня» (серб. Шуња — «Крадущаяся»), поскольку была тихой и трудолюбивой работницей.
С 1935 по 1936 годы КПЮ подверглась репрессиям, и её Белградское отделение ослабло, однако Шуня внесла свой вклад в поддержку партии. В начале 1937 года она заняла должность секретаря Белградского горкома, а в мае 1937 года вошла в Сербский райком КПЮ. Несмотря на то, что Вукица много времени проводила в Белграде, она совершала путешествия в Ниш и Валево. Часто она привлекала молодёжь к активной деятельности, ведя борьбу с фашистскими организациями. Одной из главных заслуг Митрович стало создание сильной партийной организации среди текстильных рабочих Карабурмы, которая успешно организовывала забастовки и стачки. В 1938 году Вукица снова попала в тюрьму, после чего ушла в подполье. 14 декабря 1939 она приняла участие в массовых акциях протеста в Белграде. На V Съезде Сербского райкома КПЮ была избрана в секретариат ЦК КПЮ.

### В годы войны
Вукица была лично знакома с лицами, которые и подняли в первые дни немецкой оккупации сербский народ на войну против фашистов и нацистов. Вукица стала одним из инициаторов вооружённых выступлений в Белграде. Она поддерживала связи с Янко Янковичем, агентом НОАЮ в Специальной полиции, а с матерью Милоша Матиевича организовала поставку продовольствия арестованным партизанам.
6 октября 1941 вместе с Давидом Паичем Вукица шла на совещание Белградского горкома, и оба подверглись нападению полицейских. Паич был убит на месте, а Вукица получила тяжёлое ранение. Её в тюрьме подвергли пыткам, однако девушка отказалась выдавать своих соратников. Вукицу Митрович приговорили к смертной казни через расстрел. 16 декабря Вукицу отправили в концлагерь Баница, расстреляв её в тот же день. Девушку несли на руках к месту казни, поскольку у неё были сломаны обе ноги и она не могла ходить.
9 мая 1945 Антифашистское вече народного освобождения Югославии присвоило Вукице Митрович звание Народного героя Югославии посмертно.